# Machine Messiah
Machine Messiah is een lied geschreven door Geoff Downes en Trevor Horn.

## Geschiedenis
Het nummer werd geschreven in een periode van succes van het album The Age of Plastic van The Buggles waar Downes en Horns de touwtjes in handen hadden. Beide heren begonnen aan de opvolger van dat album. Ze werkten daarbij in dezelfde geluidsstudio waar Yes werkte aan de opvolger van Tormato. Beide nieuwe albums kwamen niet van de grond; Yes had net zanger Jon Anderson en Rick Wakeman verloren. Horn, Yes-fan, bood We can fly from here aan Yes aan. Ondertussen leek het manager van beide bands Brian Lane een goed idee om de samenwerking verder te verdiepen. Yes-bassist Chris Squire vond het eveneens een goed idee en Downes en Horn werden vast lid van Yes. Achteraf bleek het maar voor een jaar, want ook die versie van Yes was een kort leven beschoren.
Bij de opnamen van Drama dienden Downes en Horn ook dit nummer in; het zou met 10:27 het langste nummer van het album worden. Door wijzigingen werd het een groepscompositie.

## Lied
Het nummer zou een van de zwaarste nummers van Yes blijven, meer richting hardrock dan progressieve rock. Bovendien is de algemene klank en ook de tekst van het Machine Messiah somber, somberder dan Jon Anderson tot dan toe geschreven had. Doorheen het nummer zijn verklankte Dopplereffecten te horen. De gitaar van Howe doorspekt het nummer met het thema, dat in het begin en eind met genoemd effect te horen is. Het slot klinkt daarbij optimistischer dan het begin. De invloed van de progressieve rock bestaat uit de stijl- en tempowisselingen. Het nummer refereert aan verdergaande/verregaande automatisering van werk en maatschappij.     
Machine Messiah werd gespeeld tijdens de tournee volgend op Drama (album Dramashow). Dat Yes daarna weer uit elkaar viel, betekende een tijdelijk eind van uitvoeringen van dit nummer. Jon Anderson keerde terug en weigerde eigenlijk ook maar welke muziek van Drama te zingen of uit te voeren. Pas toen hij (weer) vertrok, kwam Machine Messiah (tijdelijk) terug in het repertoire van Yes. De toenmalige zanger David Benoit zong het tijdens In the Present-tournee, vastgelegd op In the present - Live from Lyon. Maar dan heeft Downes ook grotere zeggingskracht binnen de band. Ook Jon Davison zong het een aantal keren als frontman van Yes (2016).
Het nummer blijft net als het album de meningen van Yes-fans verdelen. Of je houdt van Drama en Machine Messiah of je verfoeit het. OOR's Pop-encyclopedie (versie 1982) noemde het album dramatisch. De mening van Piet Michem op Progwereld (2007 bij een heruitgave) staat daar lijnrecht tegenover. 

## Musici
- Trevor Horn – zang
- Steve Howe – gitaren
- Chris Squire – basgitaar
- Geoff Downes – toetsinstrumenten
- Alan White - drumstel

Dream Theater coverde de intro van Machine Messiah een aantal keren (2004-2009); in 2006 een keer samen met Steve Howe. Sepultura bracht in 2017 een album onder dezelfde titel uit.